# Distretto di Sironko
Il distretto di Sironko è un distretto dell'Uganda, situato nella Regione orientale.